# Piedras Negras (jaciment arqueològic)
Piedras Negras és un jaciment arqueològic de la cultura maia, que conté importants vestigis d'una de les ciutats més importants del clàssic maia; tot i que la ceràmica trobada ací demostra que fou habitada del 700 ae al 820, la seua màxima esplendor es donà del 600 al 810.
Piedras Negras és el nom modern d'aquesta ciutat maia que seria la més gran de la conca de l'Usumacinta, i es considera un dels monuments culturals més importants de Guatemala, malgrat el seu aïllament.

## Localització
Piedras Negras és dins la conca de l'Usumacinta, a la riba dreta del riu, envoltada d'algunes ciutats maies antigues com La Joyanca, La Honradez, Pajaral, Zapote Bobal i La Pasadita, entre d'altres. És a l'oest del Petén, Guatemala, al Parc Nacional Sierra del Lacandón.

## Toponímia
El nom "Piedras Negras" prové del color de les pedres usades en la construcció; el seu nom maia era Jo’ki’b ('L'Entrada', 'El Forat' o 'La Gran Porta'). Alguns pensen que aquest nom es deu a un enorme cenote, ara sec, que fou descobert al jaciment.

## Exploracions

### Teobert Maler (1895 - 1898)
Un dels primers investigadors a arribar al lloc fou Teobert Maler, que viatjà per l'àrea maia al 1895, i feu les primeres fotografies de les escultures de Piedras Negras. Més endavant, al 1898, patrocinat pel Museu Peabody d'Arqueologia i Etnologia, Maler tornà al lloc i s'estigué quatre mesos explorant la ciutat.[2]

### Projecte de la Universitat de Pennsilvània (1931 - 1939)
Entre 1931 i 1939 l'arqueòleg Sylvanus Morley també visità el lloc en un projecte que durà quasi una dècada d'exploracions intensives patrocinat pel Museu de la Universitat de Pennsilvània. Aquest projecte feu un bon registre de l'escultura monumental de la cúspide d'alguns temples.
Arran d'aquest projecte l'arqueòloga Tatiana Proskouriakoff (1909-1985) arribà com a dibuixant a aquest lloc entre 1934 i 1938: estudià i il·lustrà Piedras Negras amb profunditat, i amb l'Estela 14, contribuí a desxifrar la complexa escriptura maia el 1957.
La investigadora establí els seus mètodes per copiar i analitzar les inscripcions, la qual cosa li valgué el revolucionari descobriment de la història dinàstica a les inscripcions. En analitzar les dates, Proskouriakoff s'adonà que eren cicles d'un mig segle; llavors pensà que es referia a la vida i mort d'una persona de l'alt rang. A partir d'ací es va reconèixer que els textos també eren històrics. El projecte, però, se suspengué a causa de la Segona Guerra Mundial, i Piedras Negras fou abandonat.

### Escobedo i Houston (1997 - 2004)
Les noves recerques s'hi efectuaren de 1997 a 2000 i 2004, dirigides pels arqueòlegs Héctor L. Escobedo i Stephen D. Houston. En la primera hi participà l'arqueòleg Tomás Barrientos, director del Departament d'Arqueologia de la Universitat de la Vall de Guatemala. Com a resultat de les exploracions, hui se sap que l'ocupació del lloc començà en el preclàssic mitjà maia, prop del 600 ae, i la població fundadora de la ciutat provenia del centre de Petén.

### Darreres exploracions
Després de les temporades dirigides per Escobedo i Houston, la Fundació Defensors de la Natura en patrocinà algunes excavacions menors a càrrec de l'arqueòleg Luis Romero. En l'actualitat no hi ha recerques al lloc.

## Història
Piedras Negras és la més gran de les ciutats que eren a la riba del riu Usumacinta, una població que dominà l'àrea gran part del període clàssic tardà. Sembla que el seu nom maia era «Yokib'» ('Entrada'), potser per una gran caverna subterrània que hi havia a la rodalia de la ciutat i que els antics maies creien que era l'entrada a l'avern; o potser per la seua posició estratègica en la planícia del modern estat de Tabasco. La ciutat estigué habitada durant uns mil anys, en què visqué temps de glòria i derrota; l'ocupació del lloc començà en el preclàssic mitjà maia, prop del 600 ae; i se sap, per la gran afinitat de la ceràmica, que els primers habitants de Piedras Negras provenien del centre de Petén.
La seua ubicació estratègica li permeté una xarxa important comercial amb altres ciutats de la conca de l'Usumacinta, i amb ciutats de les terres maies altes, la qual cosa impulsà el creixement de la població, la qual cosa provocà serioses disputes amb els seus veïns, i desembocà en contínues i sagnants batalles.
N'hi hagué quatre governants del període clàssic primerenc i en un dels monuments d'aquest període, l'Altar I, es trobaren evidències que els orígens de les dinasties regnants es remuntaven al passat mitològic de la cultura maia. Cap al final del clàssic primerenc els edificis del període que es trobaven en el Grup Oest foren demolits com a part d'un ritual, que probablement succeí durant el regnat de K'inich Jo'nal Ahk I (603 a 639 de), que hauria començat a regnar després d'una cruenta derrota que eliminà la dinastia reial anterior i per això destruiria els antics edificis i n'alçaria els seus propis.[5]
De l'any 608 ae al 810 de, cadascun dels vint-i-dos Hotun —períodes de mil vuit-cents dies— que van transcórrer s'hi commemoraren amb un monument. Per això, l'arqueòloga Tatiana Proskouriakoff els pogué estudiar i suposà que els texts maies es referien a esdeveniments polítics i històrics, i no sols s'hi feien inscripcions mítiques, astronòmiques o religioses, com es creia fins a aquell moment. Proskouriakoff s'adonà que la seqüència de les dates de les esteles formaven sis grups, cadascun dels quals s'iniciava amb la representació d'una figura masculina asseguda en un posició elevada, que ella interpretà com la data d'ascens al poder. La resta d'esteles en cada grup commemorava cinc anys transcorreguts del regne de cada governant.

### Guerres
La història política de Piedras Negras denota una rivalitat contínua amb la seua veïna Yaxchilán, i ocasional amb La Mar, Palenque, Hix Witz, Sak Tz'i, Wa-Pájaro, Pomoná, i Moral Reforma. Se sap que Piedras Negras i Yaxchilán foren dos grans enemics que lluitaven per dominar l'àrea de l'Usumacinta.
Per poder enfrontar aquestes contínues guerres i dominar la regió, els monarques de Piedras Negras establiren al llarg del temps aliances amb altres ciutats com Calakmul, El Cayo, Lacanhá, Bonampak i El Naranjo-La Florida. Amb Calakmul, Piedras Negras formà un important eix militar, que li permeté enfrontar-se a Palenque, i dominar en diversos moments les ciutats de l'est de Tabasco com Pomoná, Moral Reforma, Panhalé i Santa Elena, i així pogué controlar el pas per l'Usumacinta, important cruïlla de mercaderies, armes i persones.
Prova d'això, és que segons una interpretació represa per Stephen Houston, el rei de Calakmul sembla haver participat en una cerimònia a Piedras Negras, al febrer del 662 de, i cinc dies després, Piedras Negras ataca Santa Elena i un altre lloc que es creu que és Pomoná que estaven dominades per Palenque; i més tard, l'any 790 de, feu de nou la guerra contra Pomoná, a què derrotà, i pogué controlar el pas del riu.

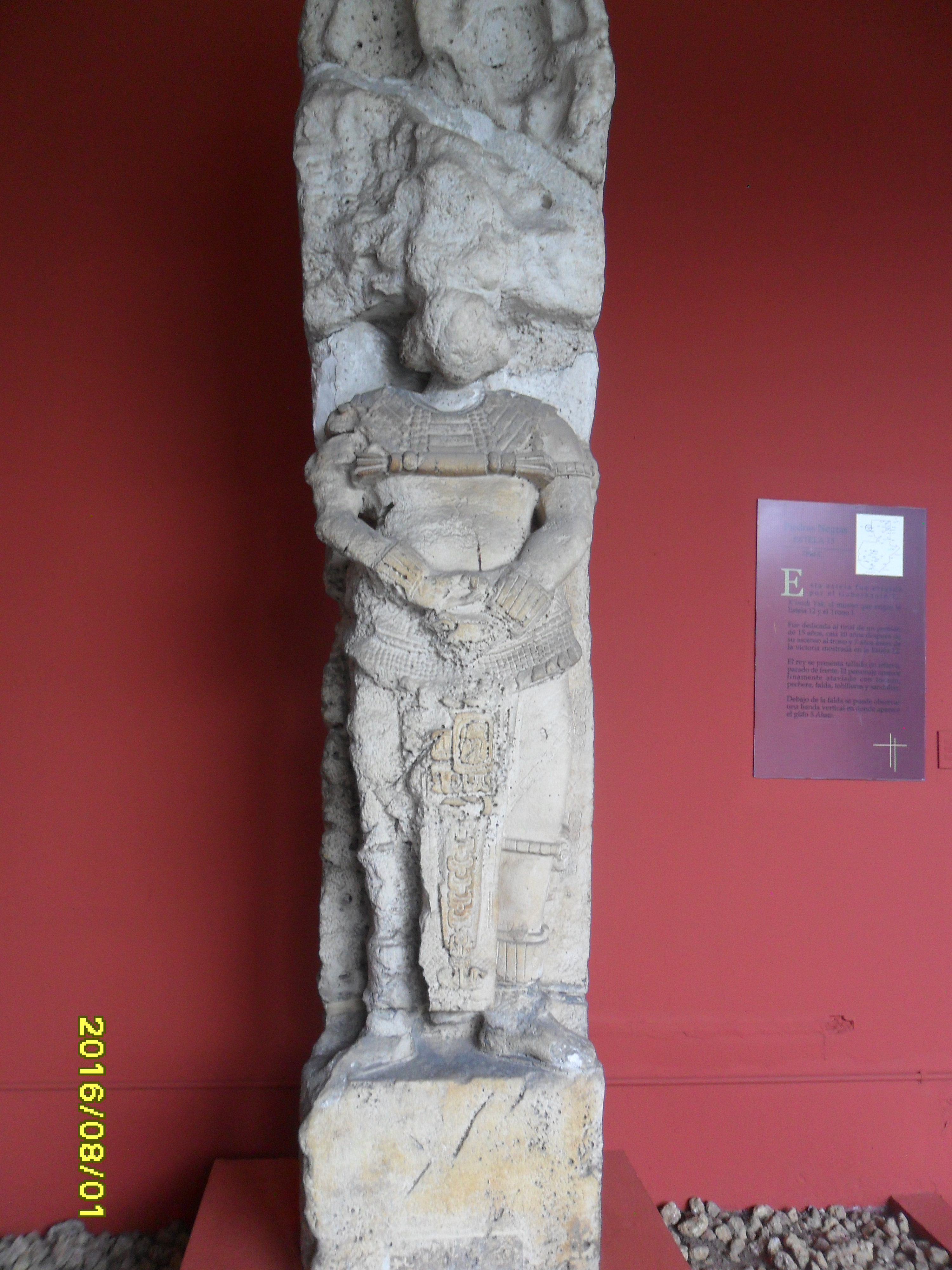
Estela de Piedras Negras, Museu d'Arqueologia de Guatemala

Les disputes entre Palenque i l'eix Calakmul-Piedras Negras per les ciutats de l'est de Tabasco mantingueren la zona en una lluita constant entre les ciutats maies.

### Decadència i abandó
La decadència de Piedras Negras començà quan Yaxchilán cobrà auge a mitjan s. VII. El darrer rei de Piedras Negras fou capturat per Yaxchilán. El famós tron del governant 7 es trobà a trossos, destruït pels invasors. L'abandó del lloc succeí a inicis del s. ix.

## Arquitectura

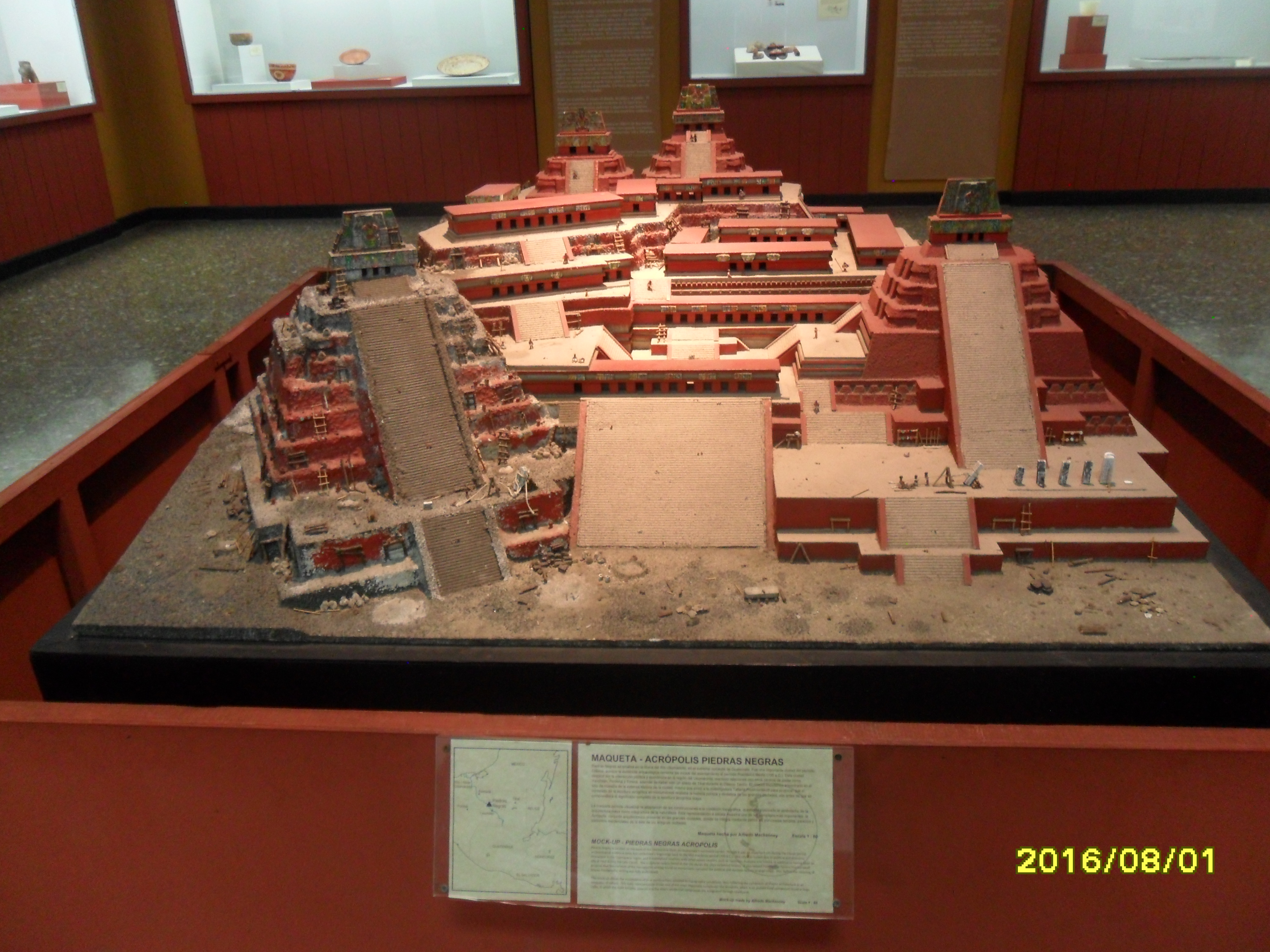
Maqueta de l'Acròpoli de Piedras Negras, al Museu Nacional d'Arqueologia i Etnologia de Guatemala

L'arquitectura de Piedras Negras es considera entre les més belles de les ciutats maies de la conca de l'Usumacinta; tot i que no té edificis tan grans com Tikal o El Mirador, té rics detalls de disseny.
El lloc té dos camps de joc de pilota, hi ha diversos palaus amb voltes, així com temples piramidals, incloent-ne un que està connectat a una cova del lloc. El més destacat, però, en són les fines esteles i panells gravats, dels de millor qualitat de l'àrea maia.
En la riba de l'Usumacinta, hi ha un cingle que té gravat el glif emblema de Jo’ki’b (Piedras Negras). Durant el període clàssic tingué relacions estretes amb Tikal i fou enemiga de Yaxchilán.
Un aspecte característic de la ciutat són els seus vuit banys de vapor. El bany set, que fou dibuixat per l'arqueòloga russa Proskouriakoff, és un dels més emblemàtics i elaborats que hi ha del món maia. És l'únic amb arquitectura monumental i es troba en un espai cerimonial. A l'eixida se situa una cambra amb bancs on els usuaris es podien canviar. Té porta posterior on posaven les pedres calfades.
Aquest jaciment té més banys de vapor que qualsevol altre de tota l'àrea, i n'hi ha una gran varietat de construcció, la qual cosa el fa únic.

## Galeria d'imatges
Exemples d'esteles trobades a Piedras Negras i l'àrea de la conca de l'Usumacinta[2]

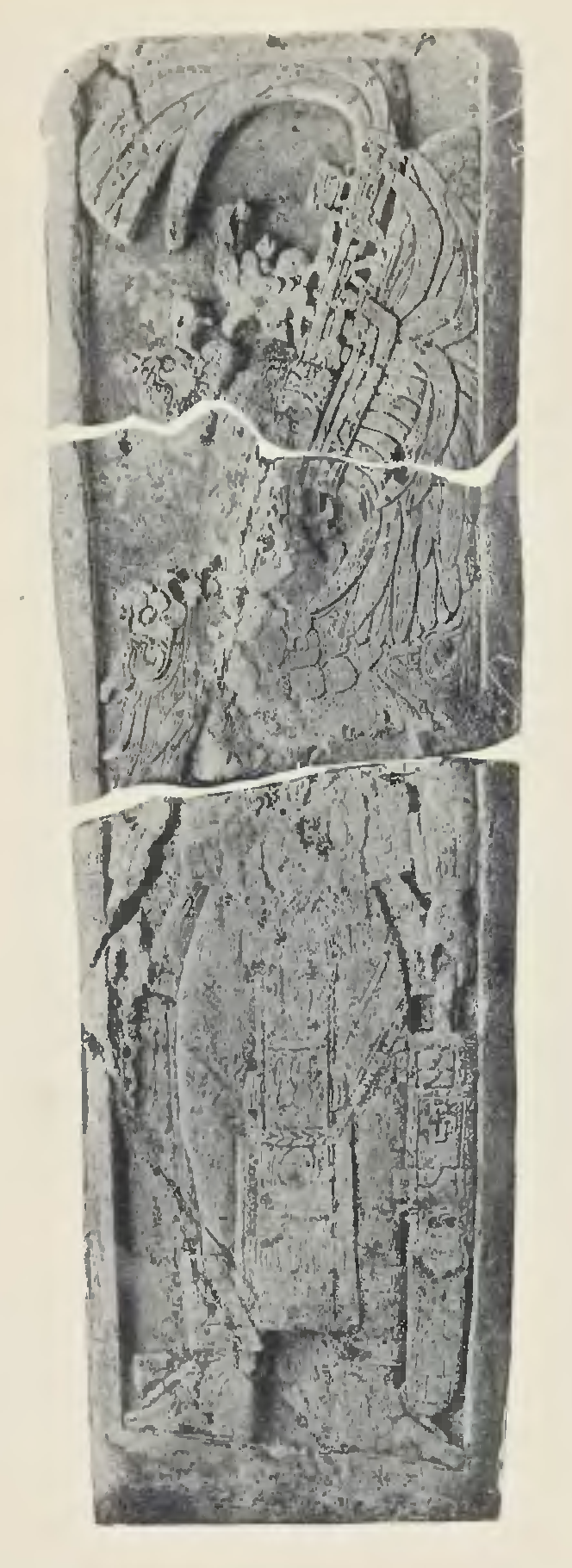
Placa XV 1
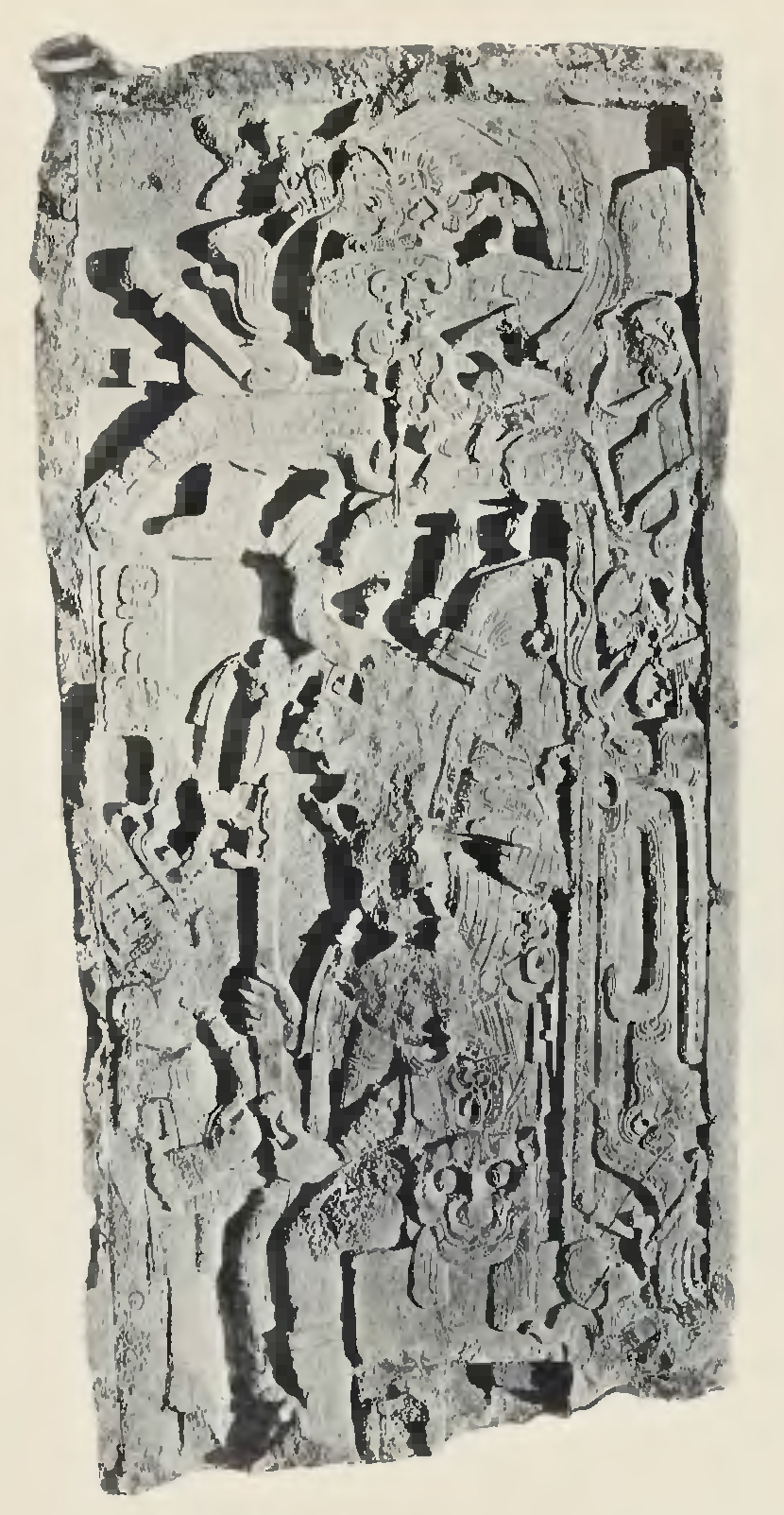
Placa XV 2
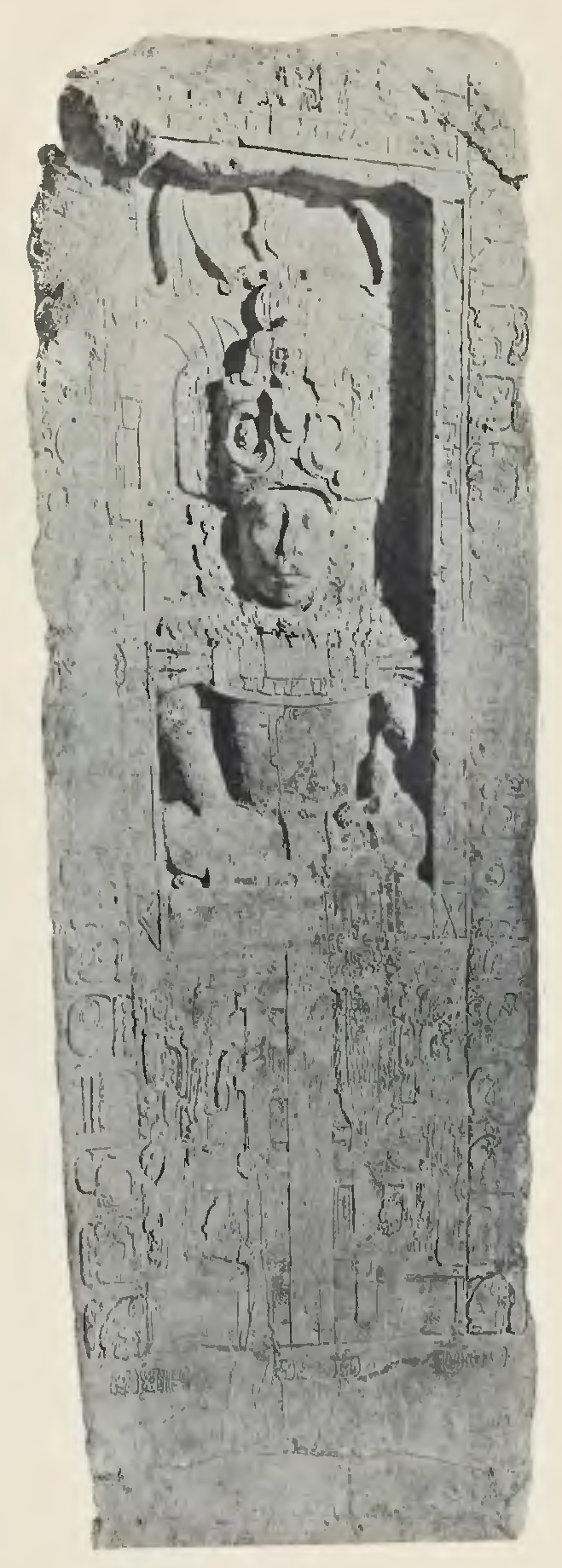
Placa XV 3
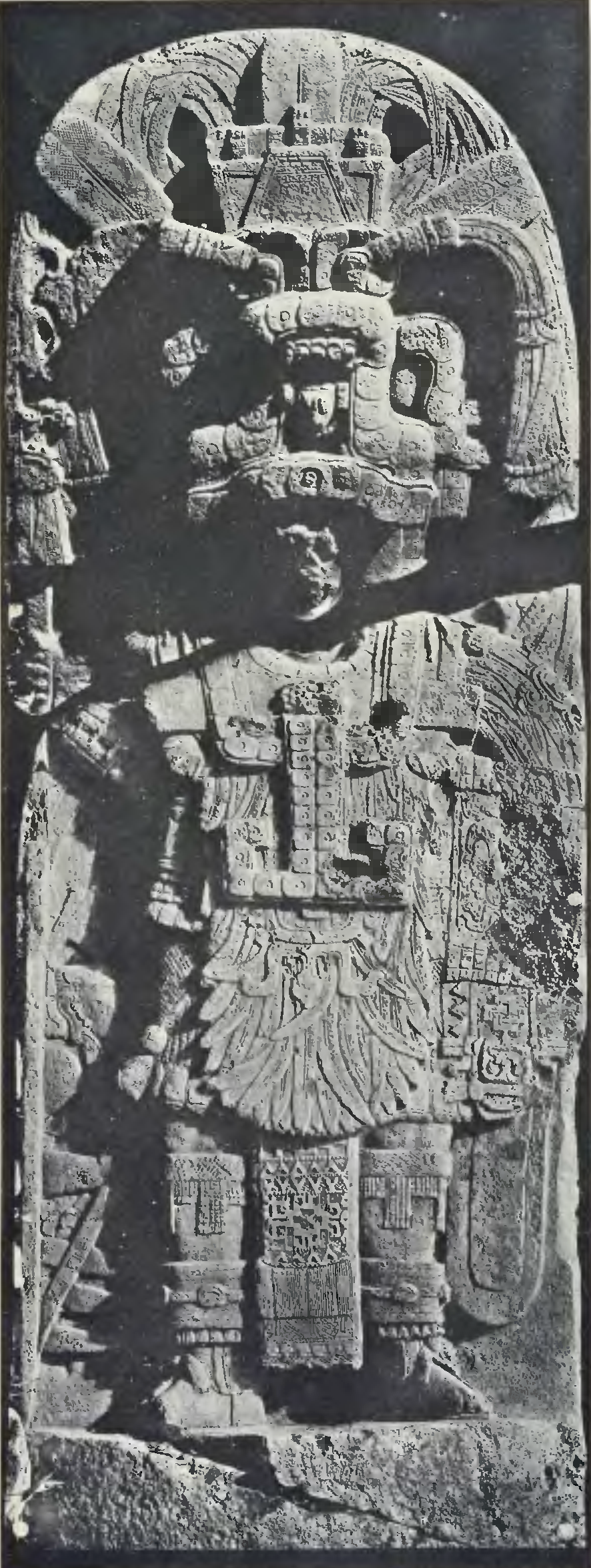
Placa XVI
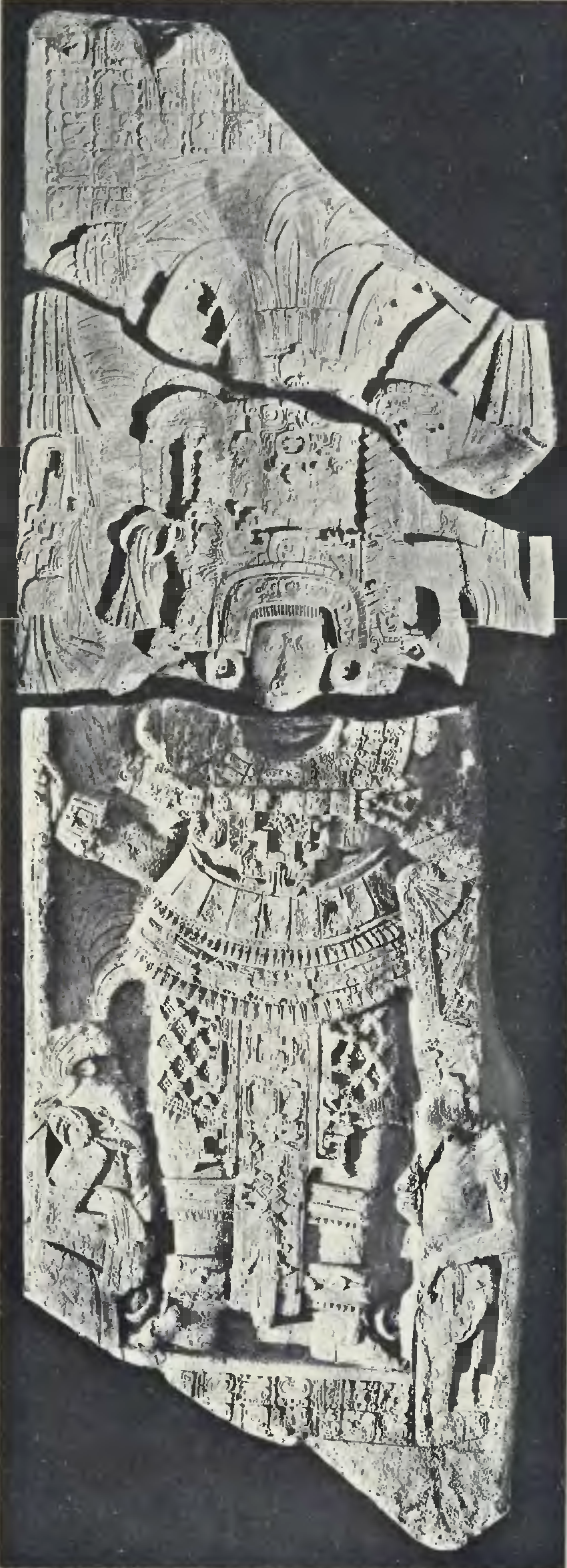
Placa XVII